# Куткура
Куткура — река в Челябинской области России. Устье реки находится в 52 км от устья Ураима по левому берегу. Длина реки составляет 13 км.

## Притоки
- Быстрая (лв)
- Каменка (пр)
- Кислая (лв)
- Березовая (лв)
- Теплая Речка (пр)

## Данные водного реестра
По данным государственного водного реестра России относится к Камскому бассейновому округу, водохозяйственный участок реки — Уфа от Нязепетровского гидроузла до Павловского гидроузла, без реки Ай, речной подбассейн реки — Белая. Речной бассейн реки — Кама.